# Anastatus gibboni
Anastatus gibboni är en stekelart som beskrevs av Girault 1920. Anastatus gibboni ingår i släktet Anastatus och familjen hoppglanssteklar. Inga underarter finns listade i Catalogue of Life.